# Stojcino (przystanek kolejowy)
Stojcino – zlikwidowany przystanek kolejowy w Stojcinie w województwie pomorskim, w Polsce. Przez stację przechodziła rozebrana w 1945 roku normalnotorowa linia do Siecia-Wierzchocina. Przystanek został zlikwidowany w tym kwietniu 1945 roku.